# Каратти, Франческо
Франческо Каратти (итал. Francesco Caratti; между 1615 и 1620, Биссоне, кантон Тичино, Швейцария — 1677, Прага) — итальянский архитектор раннего барокко. Вместе с Карло Лураго и Джованни Доменико Орсини считается самым значительным архитектором эпохи барокко в Богемии и Моравии. Среди его самых известных работ — Чернинский дворец на Градчанах и Михнувский дворец на Малой Стране в Праге.

## Биография
Франческо Каратти был родом из местности Лугано италоязычного кантона Тичино в Швейцарии, расположенной по берегу озера Лугано. Из «тессинского» кантона происходили многие известные строители и архитекторы, работавшие в разных странах и уголках Европы, в том числе и в России.
Первое обучение Франческо получил у своего дяди Джованни Антонио Лураго. После прибытия в Богемию учился у архитектора Франтишека Максмилиана Каньки, а затем приобрёл опыт строительства крепостей у другого родственника, Бартоломео Скотти, с которым проработал девять лет.
Ранние годы Каратти провёл преимущественно в Вене, однако о его постройках в столице Австрии ничего не известно. Его строительная деятельность началась после переезда в Моравию. В 1645 году он работал по заказам принца Лихтенштейна в Валтице в Моравии.
Его пребывание в Праге документально зафиксировано с 1652 года. Он работал в основном для дворянских семей (Михна из Вацинова, Чернина, Турны, Морзина), а также для доминиканцев и иезуитов. С 1752 года Франческо Каратти в качестве придворного строителя осуществлял реконструкцию Пражского Града по плану Николауса фон Пакасси.
Франческо был женат дважды. В 1753—1756 годах он был настоятелем Влашской общины в Малой Стране (район Праги), в состав которой входил также детский приют, которому он постоянно помогал. Скончался архитектор в Праге. Похоронен в церкви Св. Иоанна Крестителя в Оборе на Малой Стране.
В постройках по проектам Франческо Каратти отчётливо прослеживается влияние венской школы, но также подтверждается знание римской и северно-итальянской архитектуры XVI века. Среди его самых важных и документированных работ — доминиканская церковь Св. Марии Магдалины на Малой Стране (теперь там помещается Чешский музей музыки). Чернинский дворец на Градчанах (ныне Министерство иностранных дел) напоминает здания Палладио, но достигает мощного монументального эффекта.

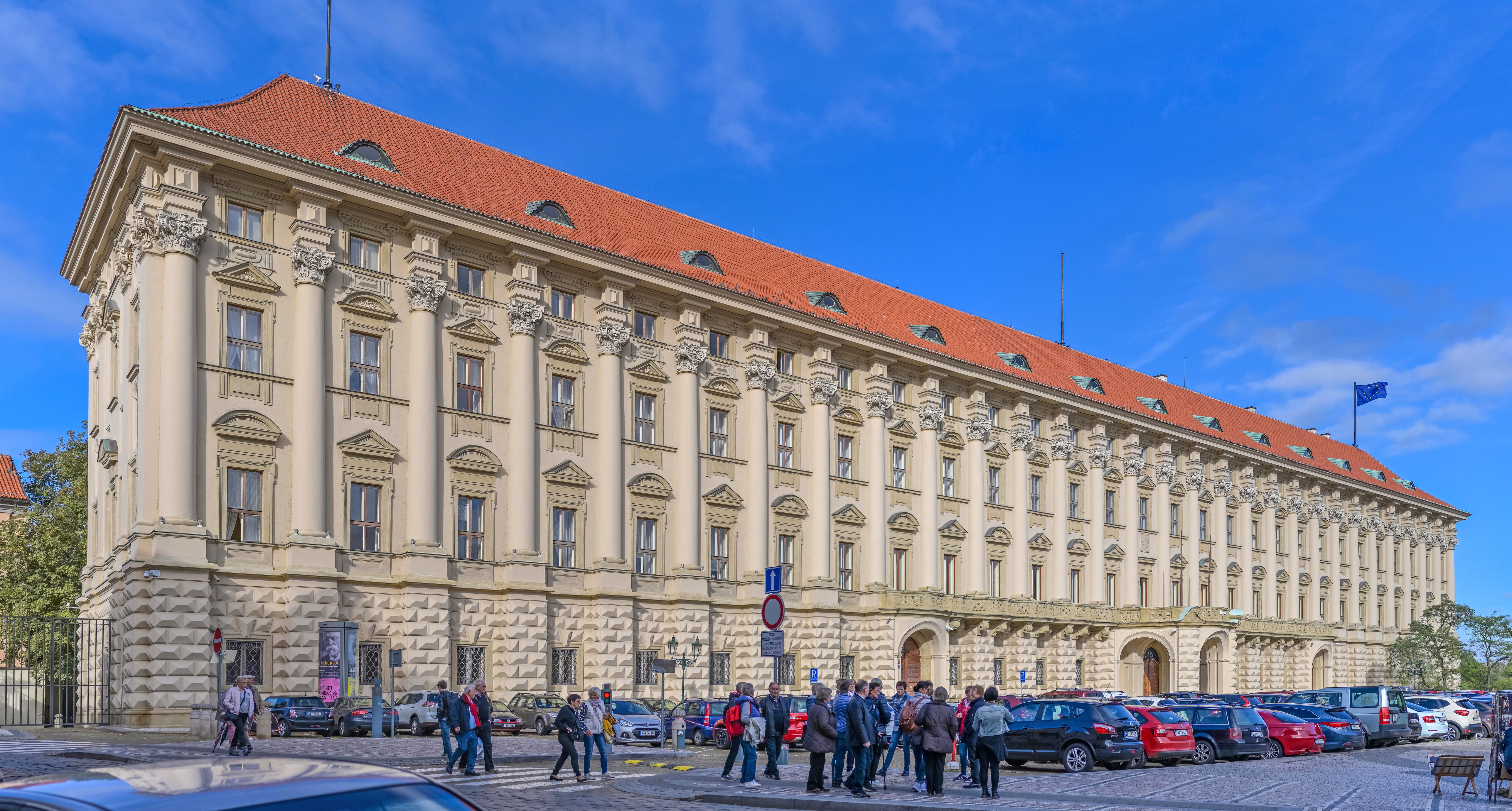
Чернинский дворец. Прага
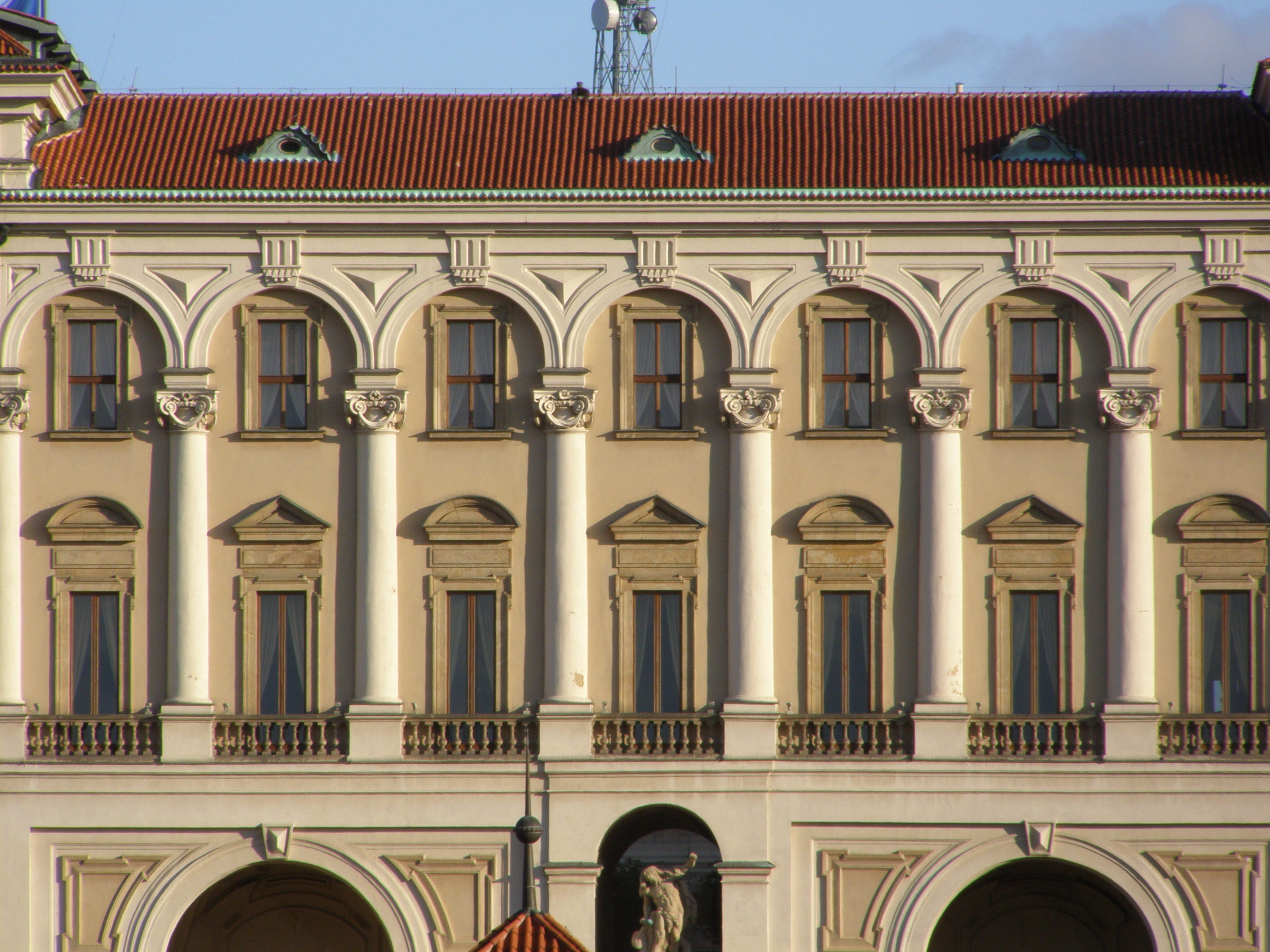
Деталь фасада
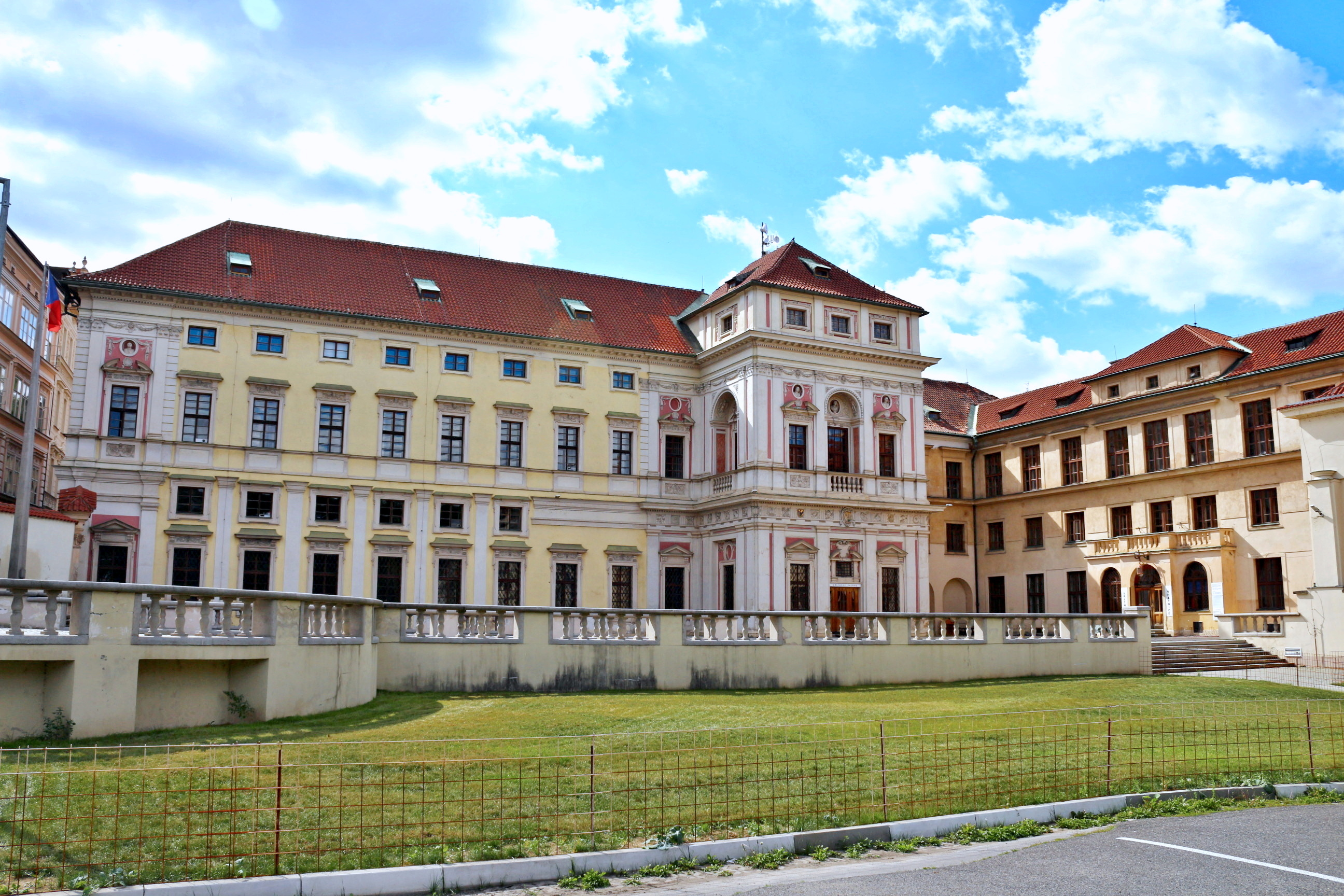
Mихнувский дворец. Прага
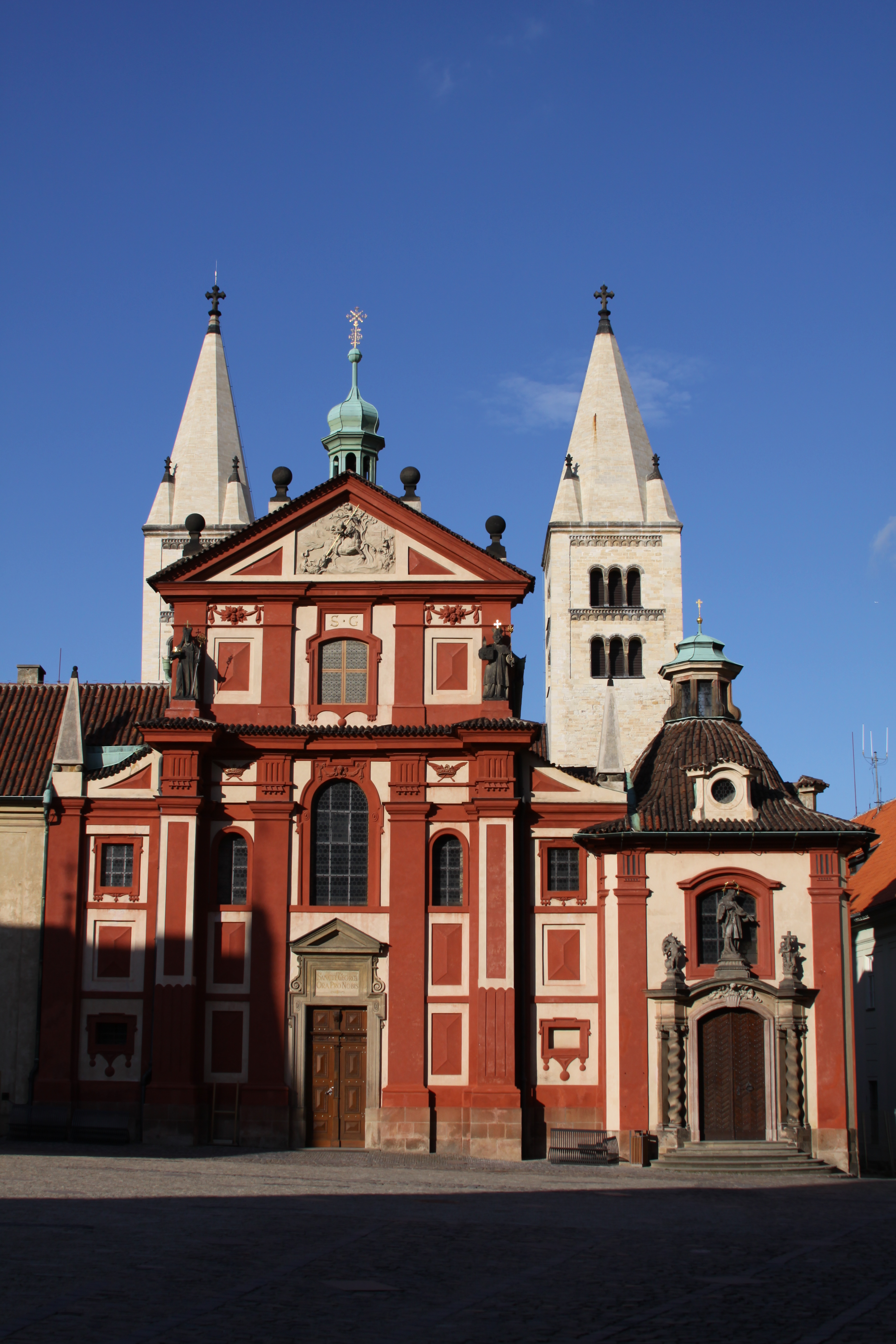
Базилика Святого Иржи (Георгия). Фасад. Пражский Град
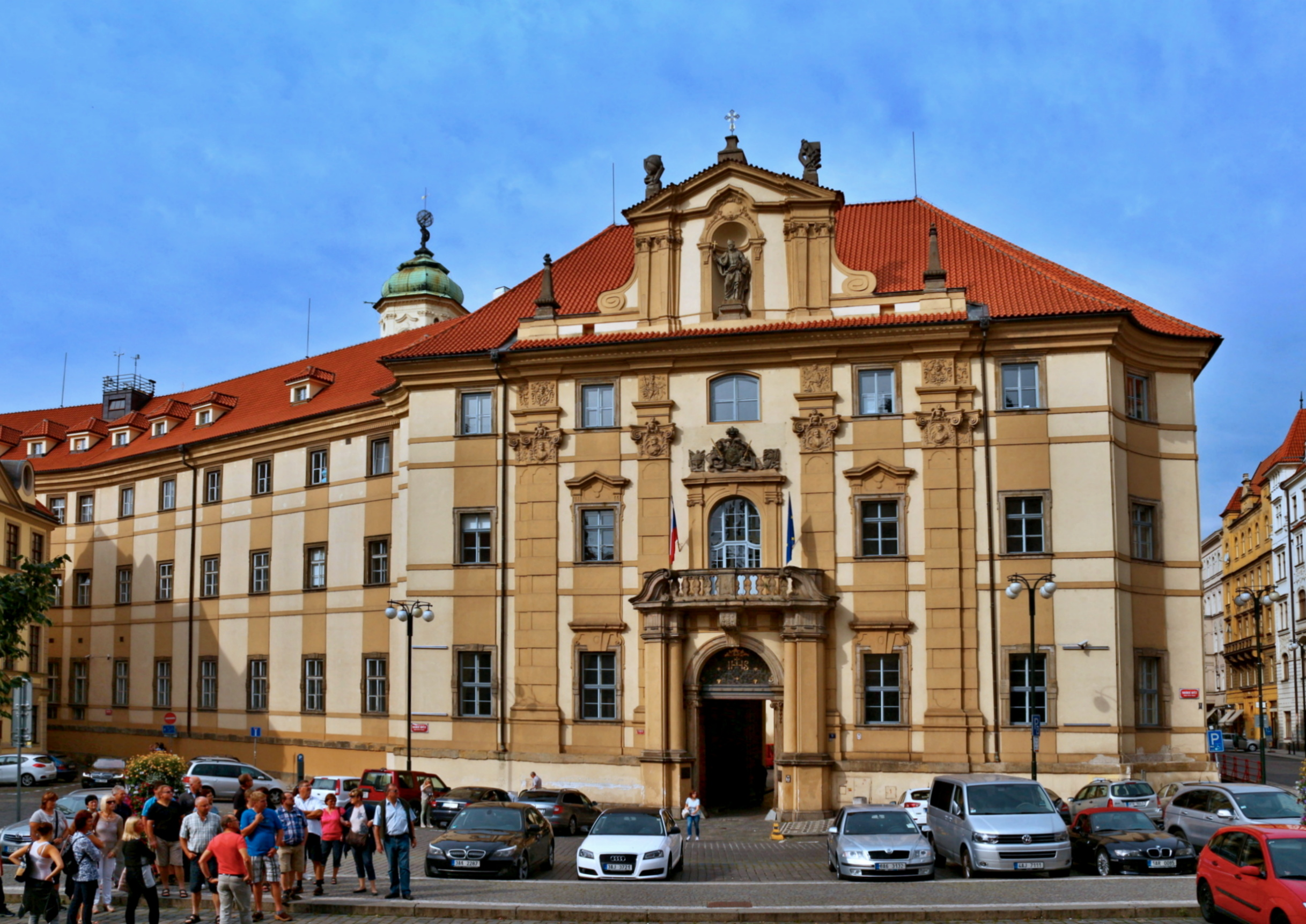
Клементинум (Коллегиум ордена иезуитов). Прага
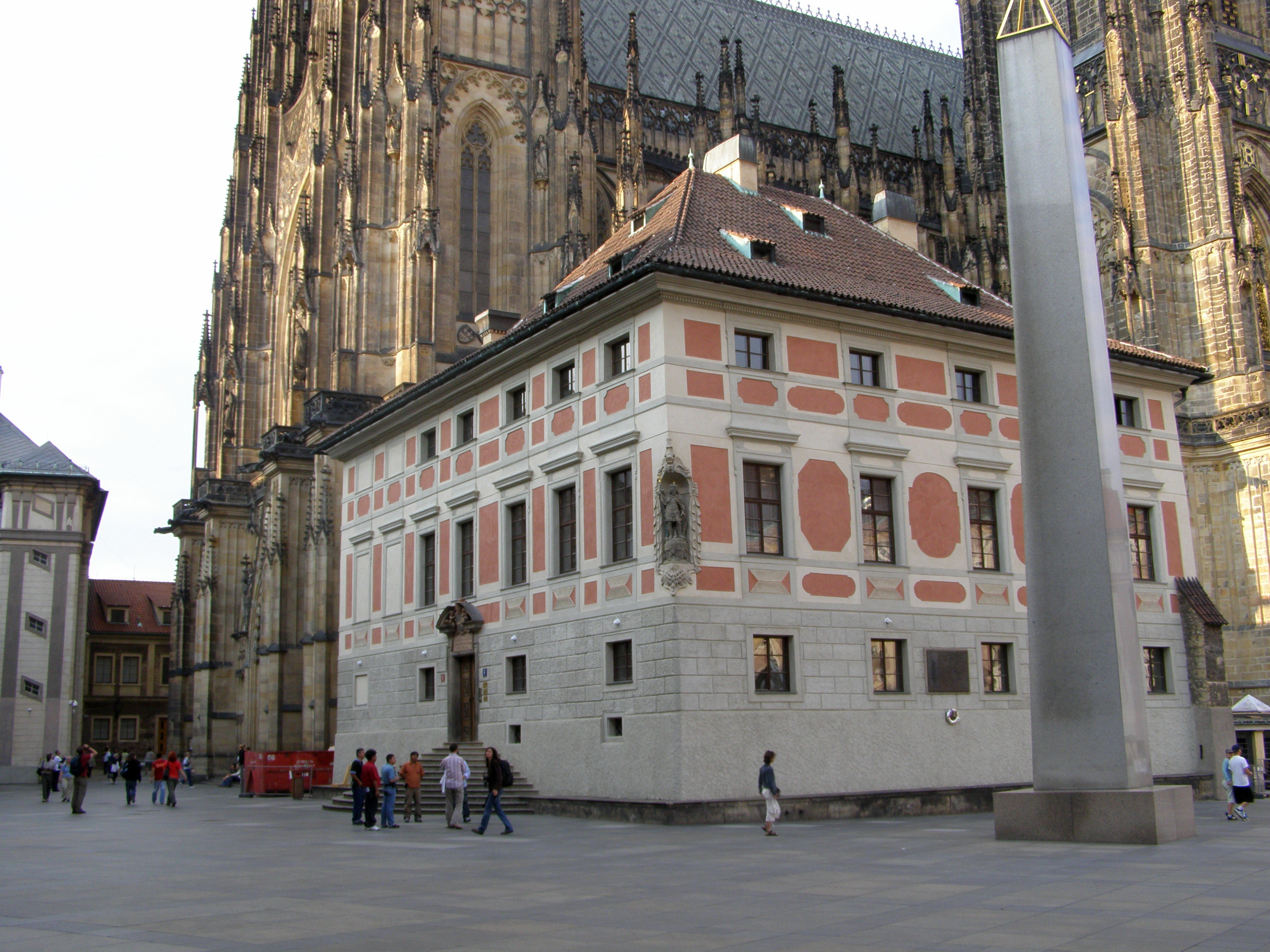
Старый дворец. Пражский Град
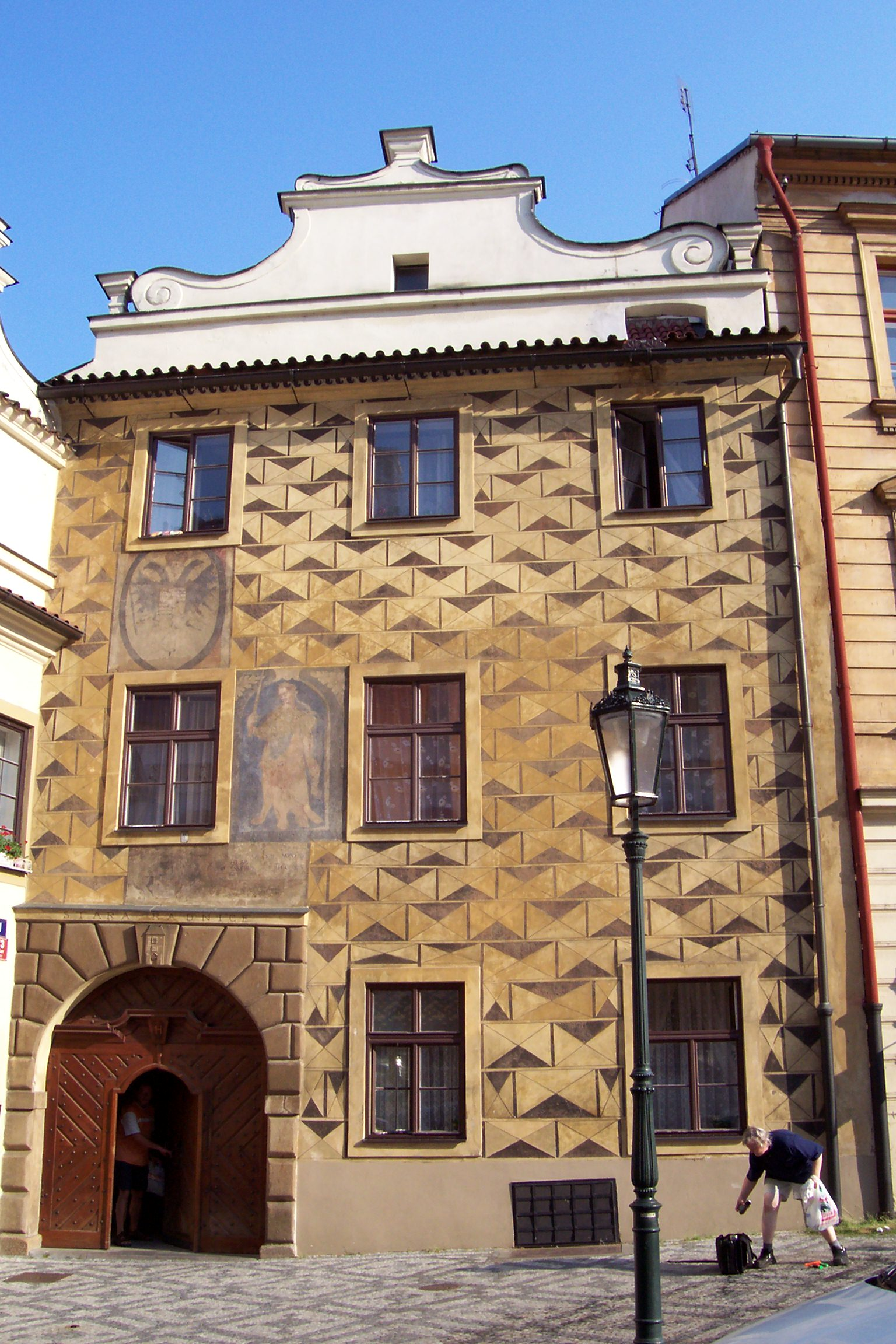
Старая Ратуша на Градчанах